# Michelle van der Laan
Michelle van der Laan (Cuijk, 8 maart 1992) is een voetbalspeelster uit Nederland.

## Loopbaan
Van der Laan begon in seizoen 2010/11 bij VVV Venlo in de Vrouwen Eredivisie, waar ze twee seizoenen voor uit kwam. Vervolgens speelde ze een seizoen voor RKHVV, dat uitkwam in de Topklasse. Ze werd van RHKVV overgenomen door FC Utrecht, dat eind seizoen 2013/14 failliet werd verklaard, en ze door PSV/FC Eindhoven voor een seizoen werd ingelijfd. Uiteindelijk speelde ze twee seizoenen in Eindhoven in de Vrouwen Eredivisie, en kwam ze vervolgens nog drie seizoenen uit voor Achilles '29. Toen ook Achilles '29 aan het eind van seizoen 2018/19 stopte met een Eredivisie-elftal, stopte Van der Laan.

## Statistieken
| Seizoen | Club         | Land      | Competitie | Wedstrijden | Doelpunten |
| ------- | ------------ | --------- | ---------- | ----------- | ---------- |
| 2010/11 | VVV-Venlo    | Nederland | BeNeLeague | 18          | 0          |
| 2011/12 | VVV-Venlo    | Nederland | BeNeLeague | 1           | 0          |
| 2012/13 | RHKVV        | Nederland | Topklasse  |             |            |
| 2013/14 | FC Utrecht   | Nederland | BeNeLeague | 15          | 0          |
| 2014/15 | PSV          | Nederland | BeNeLeague | 3           | 0          |
| 2015/16 | PSV          | Nederland | Eredivisie | 0           | 0          |
| 2016/17 | Achilles '29 | Nederland | Eredivisie | 25          | 5          |
| 2017/18 | Achilles '29 | Nederland | Eredivisie | 20          | 4          |
| 2018/19 | Achilles '29 | Nederland | Eredivisie | 1           | 0          |
| Totaal  | Totaal       | Totaal    | Totaal     | 83          | 9          |

Laatste update: dec 2021